# Hans Peter Anvin
Hans Peter Anvin né le 12 janvier 1972 à Västerås en Suède, aussi connu sous le pseudonyme Hpa, est un développeur américano-suédois ayant contribué à des projets libres et open sources.
Il est notamment connu comme étant le développeur principal du projet SYSLINUX et pour avoir contribué à plusieurs fonctionnalités du noyau Linux.
Il est actuellement ingénieur chez Intel et membre du conseil de la Foundation Linux.